# Січень 2010
Січень — перший місяць 2010 року, що почався в п'ятницю 1 січня і закінчився в неділю 31 січня.
- 1 січня
  - Офіційно відкрита зона вільної торгівлі між Китаєм і АСЕАН, найбільша у світі[1].
  - 44 людини загинули внаслідок повеней і зсувів в околицях Ріо-де-Жанейро.
  - У результаті вибуху в пакистанському місті Лаккі Марват загинуло 96 осіб[2].
  - Перший голова Європейської ради Герман ван Ромпей вступив у свої обов'язки[3].
  - Іспанія почала піврічний період головування в ЄС[4].
- 2 січня
  - Найкращим шахістом світу згідно з рейтингом ФІДЕ став Магнус Карлсен[5].
  - Парламент Афганістану відхилив 17 з 24 кандидатів у члени уряду, запропонованих президентом Хамідом Карзаєм[6].
  - 47 людей загинуло і понад 100 поранено в результаті боїв у місті Дхуса Мареб між сомалійськими ісламістськими угрупуваннями «Аль-Шабаб» і «Алху Сунна»[7]
  - У Колумбії почалося виверження вулкана Галерас[8].
- 3 січня
  - США і Велика Британія закрили свої посольства в Ємені через погрози «Аль-Каїди»[9][10].
- 4 січня
  - У Дубаї відкрився найвищий у світі хмарочос Бурдж Дубай[11][12].Бурдж Дубай в день відкриття
  - Іспанія і Франція закрили свої посольства в Ємені[13][14].
- 5 січня
  - Міжнародний олімпійський комітет ухвалив рішення про дискваліфікацію Національного олімпійського комітету Кувейта[15].
  - В Ємені відновили роботу посольства низки країн[16].
  - Землетруси і цунамі в районі Соломонових островів залишили близько тисячі людей без даху над головою.
  - У результаті пожежі на шахті «Лішен» в Китаї загинуло 25 гірняків.
- 6 січня
  - Китай став найбільшим світовим експортером, перегнавши Німеччину[17].
  - У Махачкалі в результаті теракту загинуло 6 і дістали травми 14 людей[18].
  - Відкрито новий газопровід Туркменістан-Іран довжиною 30,5 км[19].
- 7 січня
  - Влада США санкціонувала постачання Тайваню зенітних ракет Patriot Advanced Capability-3 (PAC-3) на суму близько $1 млрд[20].
- 8 січня
  - У Португалії легалізовано одностатеві шлюби[21].
  - Вперше після війни в Південній Осетії здійснено прямий авіарейс між Москвою та Тбілісі[22].
  - У столиці Сальвадору, після 48-літньої перерви, відкрилося посольство Куби[23].
  - У результаті пожежі на вугільній шахті «Мяошан» в китайській провінції Цзянсі загинули 12 гірняків[24].
  - В італійському місті Розарно почалися сутички між місцевими жителями та африканськими іммігрантами, в результаті яких понад 1000 іммігрантів покинуло місто[25].
- 9 січня
  - У Венесуелі девальвована національна валюта болівар[26].
  - Влада Того відкликала національну збірну з футболу з Кубку Африки після обстрілу автобуса з командою на півночі Анголи[27].
  - 35 людей стали жертвами вуличних протестів пакистанському місті Карачі[28].
- 10 січня
  - У другому турі президентських виборів в Хорватії переміг Іво Йосипович[29].
  - В Узбекистані пройшов другий тур парламентських виборів[30].
  - Референдуми про розширення автономії відбулися у Французькій Гвіані та Мартиніці. В обох заморських департаментах відмовилися від розширення автономії від Франції[31].
- 11 січня
  - Вольфганг Водарг, голова департаменту охорони здоров'я Ради Європи, заявив, що пандемія свинячого грипу була фальшивою[32].
  - Влада КНДР заявила про наміри провести переговори зі США про укладання мирного договору, який би замінив договір про перемир'я, який зупинив корейську війну[33].
- 12 січня
  - Президент Судану Омар Хасан аль-Башир залишив пост головнокомандувача збройними силами країни[34].
  - Чилі стала першою південноамериканською країною, яка вступила в Організацію економічного співробітництва і розвитку[35].
  - В російському Дагестані підірвано магістральний газопровід[36].
- 13 січня
  - Землетрус магнітудою 7 балів пройшов поблизу столиці Гаїті Порт-о-Пренсу, загинули тисячі людей[37].
  - Google припинив цензурування результатів пошукових запитів у Китаї[38].
  - Апеляційний суд міста Києва визнав, що Сталін, Молотов, Каганович, Постишев, Косіор, Чубар та Хатаєвич вчинили злочин геноциду, передбачений частиною 1 статті 442 Кримінального кодексу України (геноцид)[39].
- 14 січня
  - У результаті атаки терориста-смертника в центральному Афганістані загинули 20 людей і ще 13 поранені[40].
  - В Монголії введено мораторій на смертну кару[41].
  - Мавританія стала 65-ю країною, яка визнала незалежність Косова[42].
  - Президент України звернувся до лідерів інших держав Східної Європи, які постраждали від комуністичних режимів — Росії, Польщі, Грузії, країн Балтії та інших — з пропозицією про підписання угоди про створення міжнародного трибуналу над злочинами комунізму[43].
- 15 січня
  - Росія останньою з-поміж європейських країн ратифікувала протокол № 14 Європейської конвенції з прав людини про реформу Європейського суду з прав людини, що відкрило шлях для реформи установи[44].
  - Відбулося найдовше в цьому тисячолітті сонячне затемнення[45].
  - Після того, яке Сербія відкликала свого посла з Чорногорії, ця країна встановила дипломатичні зв'язки з Косово[46][47].
- 16 січня
  - Перу і Грузія встановили дипломатичні зв'язки[48].
- 17 січня
  - В Україні пройшов перший тур президентських виборів. За даними екзит-полів, у другий тур проходять Віктор Янукович і Юлія Тимошенко[49].
  - У Чилі проходить другий тур президентських виборів[50].
- 19 січня
  - Президент Росії Дмитро Медведєв підписав указ про створення Північнокавказького федерального округу РФ[51].
  - У Вашинґтоні помер Роман Купчинський.[52].
- 22 січня
  - Президент України Віктор Ющенко присвоїв звання Героя України провідникові ОУН Степанові Бандері[53].
  - У Сербії обрали нового патріарха Сербської православної церкви, ним став єпископ Іриней із міста Ниш[54].
- 24 січня
  - Збірна України з індорхокею здобула золото на Чемпіонаті Європи[55].
- 25 січня
  - Номінальний лідер «Аль-Каїди» Усама бін Ладен оприлюднив заяву, в якій він бере на себе відповідальність за невдалу спробу знищити американський авіалайнер 25 грудня 2009 року у небі над Детройтом[56].
- 27 січня
  - У Давосі розпочав роботу сороковий Світовий економічний форум[57].
  - В американському містечку Корніш у віці 91 року помер письменник Джером Девід Селінджер[58].
- 28 січня
  - Верховна Рада України відправила у відставку міністра внутрішніх справ Юрія Луценка[59]. Того ж дня прем'єр-міністр Юлія Тимошенко призначила Луценка в.о. міністра внутрішніх справ[60].
- 30 січня
  - У Дубаї було вбито одного з лідерів Хамасу Махмуда аль-Мабгу[61].
- 31 січня
  - В Москві розігнано мітинг опозиційних партій, понад 100 осіб було затримано, серед них політики Борис Нємцов та Ілля Яшин, правозахисники Лев Пономарьов та Олег Орлов[62]. За день до цього мітинг за участі опозиції відбувся в Калінінграді, де на нього зібралося за різними даними від 6 до 12 тисяч людей. Основна причина — підвищення житлово-комунальних тарифів[63].